# Seznam dílů seriálu Pan Selfridge
Toto je seznam dílů seriálu Pan Selfridge.

## Přehled řad
| Řada | Díly | Premiéra v VB  | Premiéra v VB   | Premiéra v ČR      | Premiéra v ČR     |
| Řada | Díly | První díl      | Poslední díl    | První díl          | Poslední díl      |
| ---- | ---- | -------------- | --------------- | ------------------ | ----------------- |
| 1    | 10   | 6. ledna 2013  | 10. března 2013 | 14. listopadu 2014 | 12. prosince 2014 |
| 2    | 10   | 19. ledna 2014 | 23. března 2014 | 9. ledna 2015      | 13. března 2015   |
| 3    | 10   | 25. ledna 2015 | 29. března 2015 | 20. března 2015    | 5. června 2015    |
| 4    | 10   | 8. ledna 2016  | 11. března 2016 | 9. září 2016       | 4. listopadu 2016 |

## Seznam dílů

### První řada (2013)
| Č. v seriálu | Č. v řadě | Původní název | Režie           | Scénář         | Premiéra v VB   | Premiéra v ČR      |
| ------------ | --------- | ------------- | --------------- | -------------- | --------------- | ------------------ |
| 1            | 1         | Episode 1     | Jon Jones       | Andrew Davies  | 6. ledna 2013   | 14. listopadu 2014 |
| 2            | 2         | Episode 2     | Jon Jones       | Andrew Davies  | 13. ledna 2013  | 14. listopadu 2014 |
| 3            | 3         | Episode 3     | John Strickland | Kate Brooke    | 20. ledna 2013  | 21. listopadu 2014 |
| 4            | 4         | Episode 4     | John Strickland | Kate O'Riordan | 27. ledna 2013  | 21. listopadu 2014 |
| 5            | 5         | Episode 5     | Anthony Byrne   | Kate Brooke    | 3. února 2013   | 28. listopadu 2014 |
| 6            | 6         | Episode 6     | Anthony Byrne   | Kate Brooke    | 10. února 2013  | 28. listopadu 2014 |
| 7            | 7         | Episode 7     | Anthony Byrne   | Kate O'Riordan | 17. února 2013  | 5. prosince 2014   |
| 8            | 8         | Episode 8     | Michael Keillor | Kate Brooke    | 24. února 2013  | 5. prosince 2014   |
| 9            | 9         | Episode 9     | Michael Keillor | Kate O'Riordan | 3. března 2013  | 12. prosince 2014  |
| 10           | 10        | Episode 10    | Michael Keillor | Andrew Davies  | 10. března 2013 | 12. prosince 2014  |

### Druhá řada (2014)
| Č. v seriálu | Č. v řadě | Původní název | Režie         | Scénář                      | Premiéra v VB   | Premiéra v ČR   |
| ------------ | --------- | ------------- | ------------- | --------------------------- | --------------- | --------------- |
| 11           | 1         | Episode 1     | Anthony Byrne | Andrew Davies a Kate Brooke | 19. ledna 2014  | 9. ledna 2015   |
| 12           | 2         | Episode 2     | Anthony Byrne | Kate O'Riordan              | 26. ledna 2014  | 16. ledna 2015  |
| 13           | 3         | Episode 3     | Rob Evans     | Kate Brooke                 | 2. února 2014   | 23. ledna 2015  |
| 14           | 4         | Episode 4     | Rob Evans     | Dan Sefton                  | 9. února 2014   | 30. ledna 2015  |
| 15           | 5         | Episode 5     | Lawrence Till | Kate O'Riordan              | 16. února 2014  | 6. února 2015   |
| 16           | 6         | Episode 6     | Lawrence Till | Kate Brooke                 | 23. února 2014  | 13. února 2015  |
| 17           | 7         | Episode 7     | Lawrence Till | Dan Sefton                  | 2. března 2014  | 20. února 2015  |
| 18           | 8         | Episode 8     | Rob Evans     | Kate Brooke                 | 9. března 2014  | 27. února 2015  |
| 19           | 9         | Episode 9     | Rob Evans     | Dan Sefton                  | 16. března 2014 | 6. března 2015  |
| 20           | 10        | Episode 10    | Rob Evans     | Kate O'Riordan              | 23. března 2014 | 13. března 2015 |

### Třetí řada (2015)
| Č. v seriálu | Č. v řadě | Původní název | Režie              | Scénář         | Premiéra v VB   | Premiéra v ČR   |
| ------------ | --------- | ------------- | ------------------ | -------------- | --------------- | --------------- |
| 21           | 1         | Episode 1     | Rob Evans          | Kate Brooke    | 25. ledna 2015  | 20. března 2015 |
| 22           | 2         | Episode 2     | Rob Evans          | Kate O'Riordan | 1. února 2015   | 27. března 2015 |
| 23           | 3         | Episode 3     | Rob Evans          | Helen Raynor   | 8. února 2015   | 10. dubna 2015  |
| 24           | 4         | Episode 4     | Robert Del Maestro | Kate Brooke    | 15. února 2015  | 17. dubna 2015  |
| 25           | 5         | Episode 5     | Robert Del Maestro | Helen Raynor   | 22. února 2015  | 24. dubna 2015  |
| 26           | 6         | Episode 6     | Joss Agnew         | Matt Jones     | 1. března 2015  | 1. května 2015  |
| 27           | 7         | Episode 7     | Joss Agnew         | James Payne    | 8. března 2015  | 15. května 2015 |
| 28           | 8         | Episode 8     | Lawrence Till      | Helen Raynor   | 15. března 2015 | 22. května 2015 |
| 29           | 9         | Episode 9     | Lawrence Till      | Kate O'Riordan | 22. března 2015 | 29. května 2015 |
| 30           | 10        | Episode 10    | Lawrence Till      | Kate Brooke    | 29. března 2015 | 5. června 2015  |

### Čtvrtá řada (2016)
| Č. v seriálu | Č. v řadě | Původní název | Režie              | Scénář         | Premiéra v VB   | Premiéra v ČR     |
| ------------ | --------- | ------------- | ------------------ | -------------- | --------------- | ----------------- |
| 31           | 1         | Episode 1     | Robert Del Maestro | Helen Raynor   | 8. ledna 2016   | 9. září 2016      |
| 32           | 2         | Episode 2     | Robert Del Maestro | Helen Raynor   | 15. ledna 2016  | 16. září 2016     |
| 33           | 3         | Episode 3     | Bill Anderson      | Matt Jones     | 22. ledna 2016  | 23. září 2016     |
| 34           | 4         | Episode 4     | Bill Anderson      | James Payne    | 29. ledna 2016  | 30. září 2016     |
| 35           | 5         | Episode 5     | Fraser MacDonald   | Ben Morris     | 5. února 2016   | 7. října 2016     |
| 36           | 6         | Episode 6     | Fraser MacDonald   | Kate O'Riordan | 12. února 2016  | 14. října 2016    |
| 37           | 7         | Episode 7     | Joss Agnew         | Hamish Wright  | 19. února 2016  | 21. října 2016    |
| 38           | 8         | Episode 8     | Joss Agnew         | Matt Jones     | 26. února 2016  | 21. října 2016    |
| 39           | 9         | Episode 9     | Rob Evans          | Kate O'Riordan | 4. března 2016  | 4. listopadu 2016 |
| 40           | 10        | Episode 10    | Rob Evans          | Helen Raynor   | 11. března 2016 | 4. listopadu 2016 |